# Omloop Het Volk 1980
L'Omloop Het Volk 1980, trentacinquesima edizione della corsa, si svolse il 1º marzo per un percorso di 216 km, con partenza ed arrivo a Gent. Fu vinto dal belga Joseph Bruyère della squadra Marc-Carlos-v.r.d.-IWC davanti al connazionale Walter Planckaert e all'irlandese Sean Kelly. Per Bruyere si trattò del terzo successo in questa competizione dopo quelli del 1974 e del 1975, che gli permise di eguagliare il record di vittorie del suo connazionale Ernest Sterckx.

## Ordine d'arrivo (Top 10)
| Pos. | Corridore              | Squadra                     | Tempo    |
| ---- | ---------------------- | --------------------------- | -------- |
| 1    | Joseph Bruyère         | Marc-Carlos-v.r.d.-IWC      | 5h26'00" |
| 2    | Walter Planckaert      | Vermeer-Thijs-Mini-Flat     | a 6"     |
| 3    | Sean Kelly             | Splendor-Admiral-TV Ekspres | s.t.     |
| 4    | Roger De Vlaeminck     | Boule d'Or-Studio Casa      | s.t.     |
| 5    | Jan Raas               | Ti-Raleigh-Creda            | s.t.     |
| 6    | Fons van Katwijk       | Boule d'Or-Studio Casa      | s.t.     |
| 7    | Fons De Wolf           | Boule d'Or-Studio Casa      | s.t.     |
| 8    | Jean-Luc Vandenbroucke | La Redoute-Motobecane       | s.t.     |
| 9    | Marc Demeyer           | Ijsboerke-Warncke Eis       | s.t.     |
| 10   | Guido Van Calster      | Splendor-Admiral-TV Ekspres | s.t.     |